# Challenger de Recanati 2017

El torneo Guzzini Challenger 2017 fue un torneo profesional de tenis. Perteneció al ATP Challenger Series 2017. Se disputó en su 15.ª edición sobre superficie dura, en Recanati, Italia entre el 3 al el 9 de julio de 2017.

## Jugadores participantes del cuadro de individuales
| Favorito | País                            | Jugador                  | Rank1 | Posición en el torneo |
| -------- | ------------------------------- | ------------------------ | ----- | --------------------- |
| 1        | Bandera de Italia               | Luca Vanni               | 121   | Semifinales           |
| 2        | Bandera de Francia              | Quentin Halys            | 139   | Cuartos de final      |
| 3        | Bandera de España               | Adrián Menéndez-Maceiras | 145   | Cuartos de final      |
| 4        | Bandera de Francia              | Kenny de Schepper        | 151   | Segunda ronda         |
| 5        | Bandera de Bosnia y Herzegovina | Mirza Bašić              | 163   | FINAL                 |
| 6        | Bandera de Bielorrusia          | Egor Gerasimov           | 166   | Segunda ronda         |
| 7        | Bandera de Italia               | Salvatore Caruso         | 198   | Semifinales           |
| 8        | Bandera de Bosnia y Herzegovina | Aldin Šetkić             | 199   | Primera ronda         |

- 1 Se ha tomado en cuenta el ranking del 26 de junio de 2017.

### Otros participantes
Los siguientes jugadores recibieron una invitación (wild card), por lo tanto ingresan directamente al cuadro principal (WC):
- Edoardo Eremin
- Gianluca Mager
- Julian Ocleppo
- Andrea Vavassori

Los siguientes jugadores ingresan al cuadro principal tras disputar el cuadro clasificatorio (Q):
- Altuğ Çelikbilek
- Viktor Galović
- Evgeny Karlovskiy
- Frederik Nielsen

## Campeones

### Individual Masculino
- Viktor Galovic derrotó en la final a  Mirza Basic}, 7–6(3), 6–4

### Dobles Masculino
- Jonathan Eysseric /  Quentin Halys derrotaron en la final a  Julian Ocleppo /  Andrea Vavassori,6–7(3), 6–4, [12–10]